# Cá mập miệng bản lề
Cá mập miệng bản lề (danh pháp hai phần: Ginglymostoma cirratum) là một loài cá trong họ Ginglymostomatidae, là loài duy nhất của chi Ginglymostoma. Loài này có thể đạt chiều dài lên tới 4,3 m (14 ft) và cân nặng tới 330 kg (730 lb). Tình trạng bảo tồn của cá mập miệng bản lề được đánh giá trên toàn cầu là sắp nguy cấp trong Danh sách các loài bị đe dọa của IUCN. Chúng được coi là loài ít quan tâm ở Hoa Kỳ và The Bahamas, nhưng được coi là gần bị đe dọa ở phía tây Đại Tây Dương vì tình trạng dễ bị tổn thương ở Nam Mỹ và các mối đe dọa được báo cáo ở nhiều khu vực của miền Trung. Châu Mỹ và vùng Caribe.
Cá mập miệng bản lề là loài quan trọng để nghiên cứu về cá mập (chủ yếu về sinh lý học). Chúng mạnh mẽ và có thể chịu được việc bắt, xử lý và gắn thẻ cực kỳ tố. Vì không gây khó chịu như như vẻ bề ngoài, cá mập miệng bản lề được xếp hạng thứ tư trong các tài liệu về vết cắn của cá mập đối với con người,